# Měšetice (tvrz)
Měšetice jsou zaniklá tvrz ve stejnojmenné vesnici u města Sedlec-Prčice v okrese Příbram ve Středočeském kraji. Tvrz stála ve třináctém až patnáctém století a dochovalo se po ní tvrziště, které je chráněno jako kulturní památka.

## Historie
Poznání dějin měšetické tvrze komplikuje skutečnost, že ve vsi nejspíše stávalo tvrzí více. Tvrz, jejíž tvrziště se dochovalo, byla pravděpodobně založena koncem třináctého století a zanikla o dvě stě let později.
První písemná zmínka o Měšeticích pochází z roku 1350, kdy vesnice patřila vladykovi Ješkovi z Měšetic, který snad už sídlil na tvrzi. Dalším příslušníkem rodu, který používal přídomek „z Měšetic“ byli v roce 1392 uváděný Přibík a v roce 1455 Mikuláš. Ve vsi také žila Jitka, vdova po Vrchotovi z Vrchotic, která v roce 1399 věnovala plat z měšetického dvora sedlecké faře. Během patnáctého století byla vesnice rozdělena mezi několik drobných statků. Jedna část patřila v roce 1473 k Jetřichovicím a později k Přestavlkům. Jiný díl, tvořený dvorem a částí vsi, vlastnili do roku 1474 vladykové z Květuše a majitelem tzv. Kuštovského dvora byl Václav Kušt. Některé díly patřily v šestnáctém století k Prčicím a ke Kvasejovicím. Jiná část v téže době bývala zemanským statkem, ale tvrz v ní nestála.

## Stavební podoba
Pozůstatkem tvrze je okrouhlé tvrziště v zahradě domu čp. 24. Patří k objektům typu motte, jehož centrální pahorek má průměr patnáct metrů a obklopuje jej  příkop tři až pět metrů hluboký a šest až osm metrů široký.